# Edward Loure

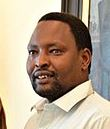
Edward Loure, na entrega do Prêmio Goldman, em 2016.

Edward Loure é um activista tribal da Tanzânia. Ele é membro do povo Massai. Loure foi agraciado com o Prémio Ambiental Goldman em 2016 pelos seus esforços em defesa do modo de vida tradicional massaiano, que tem sido ameaçado pelo turismo comercial.